# Pseudosubria transversa
Pseudosubria transversa är en insektsart som beskrevs av Sigfrid Ingrisch 1998. Pseudosubria transversa ingår i släktet Pseudosubria och familjen vårtbitare. Inga underarter finns listade i Catalogue of Life.